# A Life in the Balance (film 1915 McGowan)
A Life in the Balance è un cortometraggio muto del 1915 diretto da J.P. McGowan. È il ventunesimo episodio del serial cinematografico The Hazards of Helen.
Nel giugno del 1915, uscì un altro A Life in the Balance: prodotto dalla Independent Moving Pictures, era interpretato da King Baggot.

## Produzione
Il film fu prodotto dalla Kalem Company.

## Distribuzione
Distribuito dalla General Film Company, il film - un cortometraggio in una bobina - uscì nelle sale cinematografiche USA il 3 aprile 1915. Copia del cortometraggio è conservata negli archivi del National Film and Television Archive del British Film Institute.